# 仙台市交通局モハ200形電車
仙台市交通局モハ200形電車（せんだいしこうつうきょくモハ200がたでんしゃ）は、かつて仙台市（仙台市交通局）が運営していた路面電車・仙台市電で使用されていた電車である。

## 概要
仙台市電初のボギー車であったモハ80形（→モハ100形）に続いて導入された車両。車体はモハ100形を含めた従来の車両と比べて軽量化を念頭に置いた設計がなされており、前面は湘南型とも呼ばれる左右対称の2枚窓が設置されていた他、床面の素材にはリノリウムが採用された。また台車は防振ゴムを挟んだ弾性車輪が使われ、騒音や振動の抑制が図られた。乗降扉は車体両側面に2箇所存在し、製造当初から中央・左側に設置されていた。
3次に渡って製造されており、車体や集電装置などに以下のような差異が存在した。
- 201 - 205 - 1954年製、ナニワ工機製。集電装置にはビューゲルが用いられたが、後にZパンタに換装された。前面窓は1段で、外方向に開閉が可能だった[1][2]。
- 206 - 208 - 1955年製、ナニワ工機製。集電装置は菱形パンタグラフ[1][2]。
- 209 - 211 - 1957年製、日本車輌製造製。集電装置はZパンタで、前面窓の形状も2段窓に変更された[1][2]。

## 運用
1954年から1957年にかけて計11両が導入され、モハ70形を始めとする多くの2軸車を置き換えた。最初の車両となった201 - 205は営業運転開始前に花電車を先頭にした顔見世運転を実施し、仙台市民に新型電車登場を大きくアピールした。その後は前述の通り一部車両の集電装置が変更された他、1968年には合理化のためモハ100形と共にワンマン運転への対応工事が実施され、前面窓の大きさが左右非対称となった。以降は1976年3月31日の仙台市電廃止まで使用され、その後も210が保存対象車両として長町車庫跡に保管されたが、1991年に開設された仙台市電保存館の対象車両には選ばれておらず、他都市の路面電車への譲渡も行われなかったため、2020年の時点で現存車両は存在しない。